# Discothèque
Pour les articles homonymes, voir Discothèque (chanson), Night Club et Boîte.

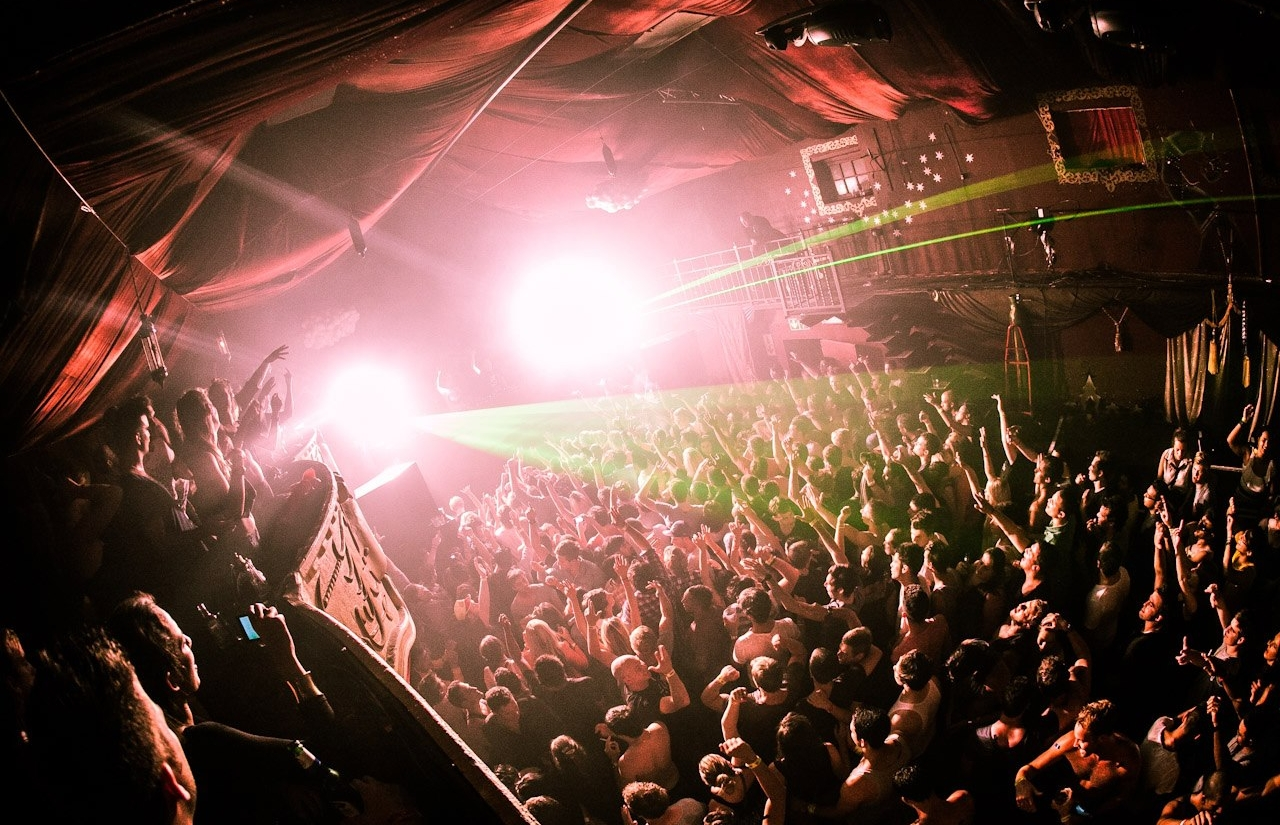
Vue de la piste de danse du Side Show en 2013, une discothèque située au Cap (Afrique du Sud).

Une discothèque — appelée aussi boîte de nuit (abrégé en boîte) ou nightclub (abrégé en club) — est un établissement de loisirs musical et dansant privé, généralement nocturne et réservé aux personnes majeures.
Apparue dans les années 1960 et donnant naissance à de multiples sous-cultures, la discothèque se distingue généralement du simple débit de boissons par la présence en plus d'un bar d'une ou plusieurs pistes de danse et d'une cabine réservée au DJ permettant de mixer un set en direct un ou plusieurs styles de musique par le biais d'un puissant système de sonorisation, en lien avec une scénographie multimédia (audiovisuelle et lumière) parfois associée à des effets spéciaux (machines fumigènes, etc.).
Une discothèque peut également faire office de salle de concert. Lieu privé, elle dispose d'un service de sécurité qui en filtre l'accès. La plupart des discothèques répondent à des genres musicaux spécifiques et ciblent certaines communautés, ou en dédient certains soirs à un thème musical particulier. Selon l'importance de l'établissement, plusieurs genres musicaux peuvent être diffusés simultanément sur des pistes de danse séparées (disco, rock, etc.).

## Étymologie
Le mot « discothèque » est attesté en français dès 1928, et signifie à cette époque un espace ou un meuble situé dans la maison où l'on range des disques microsillons. L'établissement ou le local où l'on peut danser s'appelle un « dancing » dès les années 1920. Dans les années 1950, le mot discothèque englobe à la fois le meuble, mais aussi une boutique où l'on peut écouter des disques avant de les acheter, ainsi qu'un établissement de prêts de disques, un local au sein d'une station de radio où sont rangés les disques, et, enfin, une boîte de nuit (1958). Cette dernière occurrence tend à s'imposer à partir des années 1970, en concurrence avec les anglicismes dancing et nightclub.

## Histoire

### Prémices

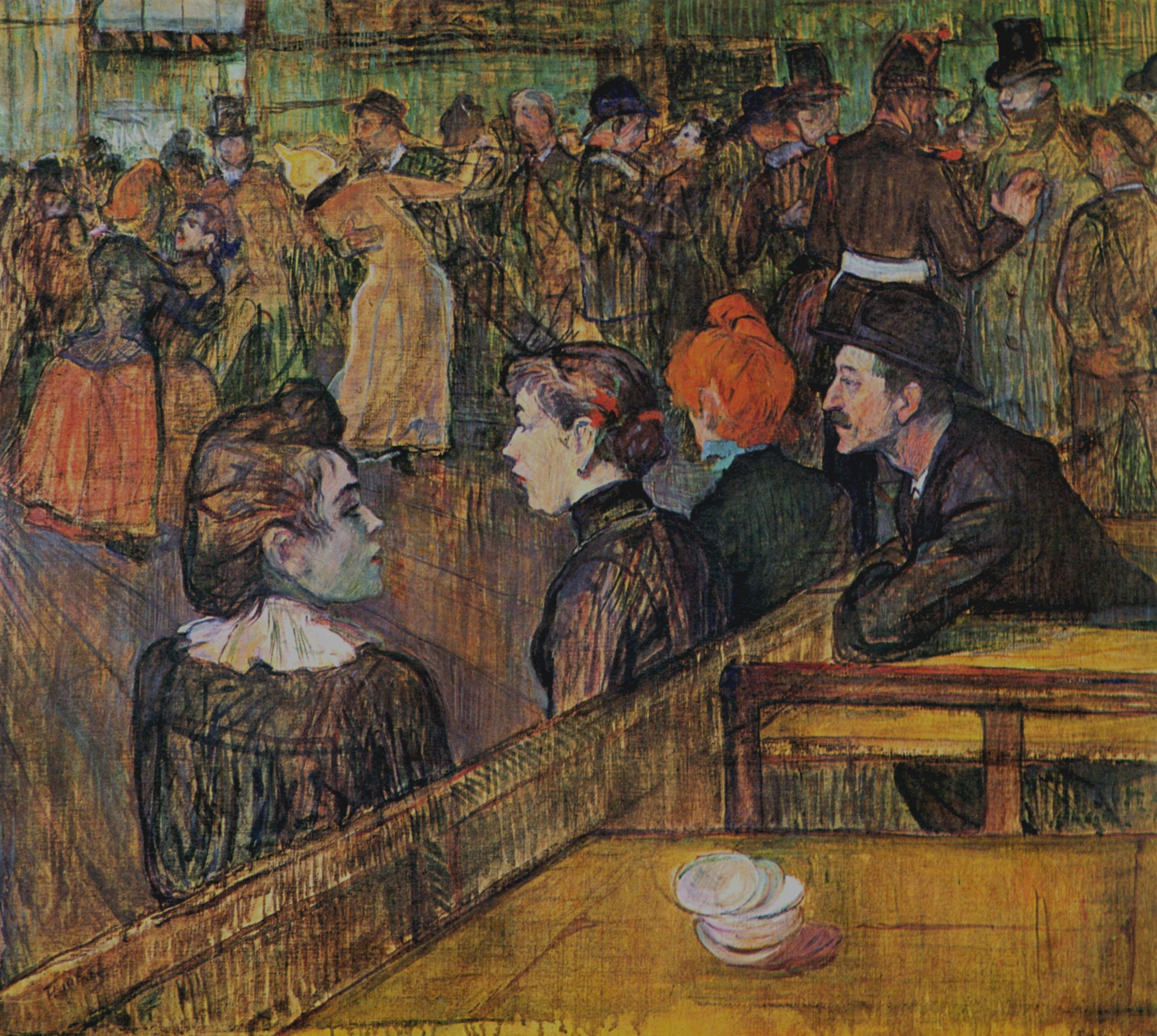
Toulouse-Lautrec, Au Bal du Moulin de la Galette (1889), Art Institute of Chicago.

En Europe, avant 1914, les lieux nocturnes réservés à la musique dansante sont codifiés à la fois par les mœurs, les usages, les coutumes et la législation. La séparation entre les sexes est telle qu'une femme ne peut entrer non accompagnée dans un cabaret, un music-hall ou un café-concert. On y sert[style à revoir] de la nourriture, on y est[style à revoir] placé, il y a une scène réservée aux musiciens et aux artistes performeurs pour les attractions, et enfin une piste de danse située entre les tables. L'entrée donne droit à un jeton. Ces lieux étaient très surveillés par des informateurs de police (vol, recel, prostitution, trafic de stupéfiants, etc.). L'une des plus anciennes salles de cette époque encore en activité est la Scala (Paris), ouverte en 1874.
Aux États-Unis, entre 1900 et 1920, les ouvriers américains se réunissaient dans les honky tonks ou les juke joints pour danser sur la musique qui était jouée soit au piano ou par un juke-box. Le Webster Hall situé à Manhattan, toujours actif, est ouvert en 1886, d'abord comme lieu de socialisation, où sont organisés des soirées dansantes à thème, des bals de débutantes, des rencontres sportives et des réunions politiques. Pendant la prohibition américaine, les speakeasies, tels le 21 Club, situés au sous-sol d'établissements respectables, constituent des lieux de plaisirs clandestins particulièrement prisés. Avec l'abrogation de la prohibition en février 1933, ils évoluent en dancings, par exemple à New York, le Stork Club (1921), El Morocco (1931) ou encore le Copacabana (1940), accueillant des big bands. À Harlem, le Cotton Club et le Connie's Inn sont d'anciens lieux très connus avec leur clientèle composée principalement de blancs.

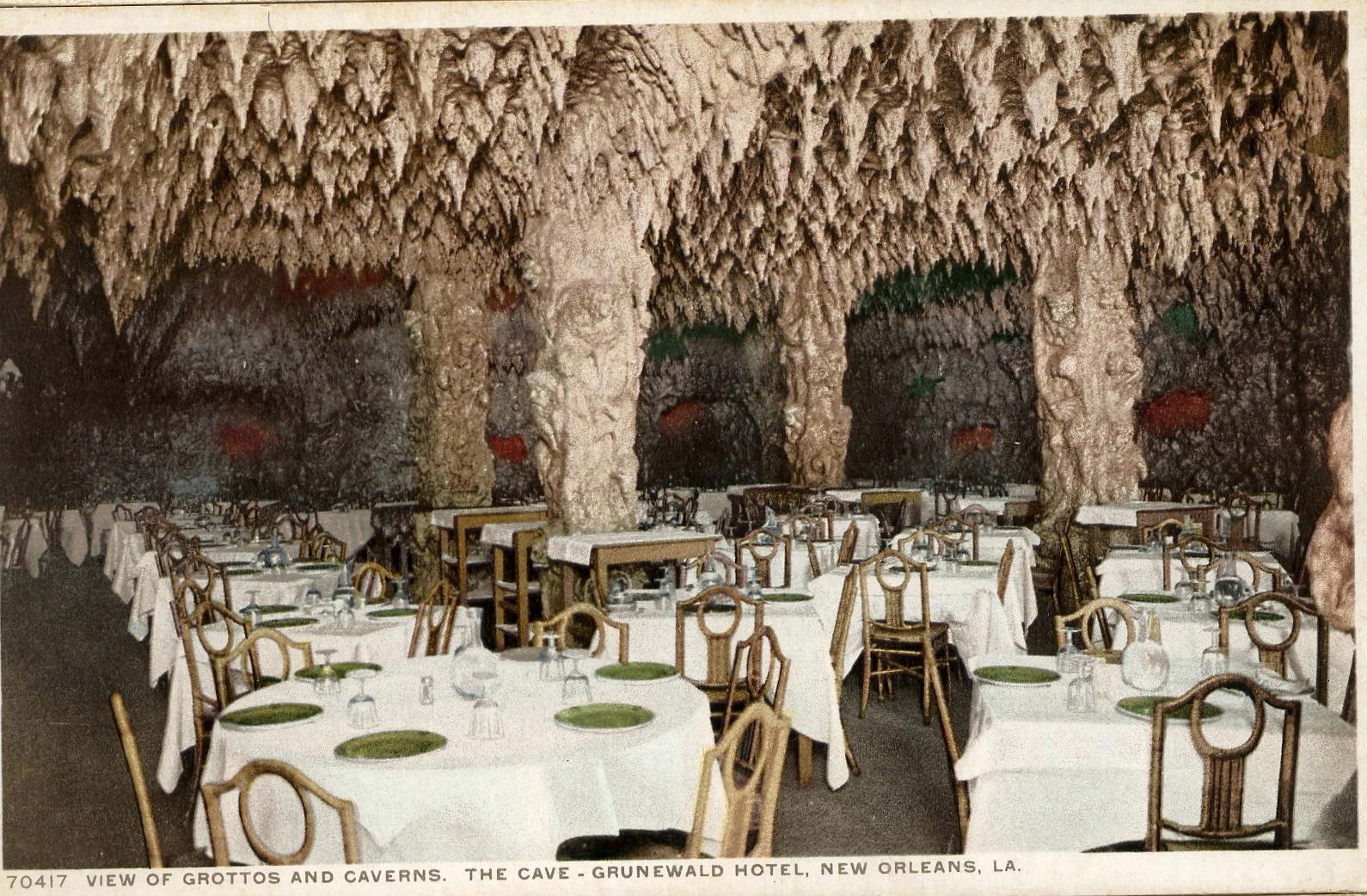
Situé dans les sous-sols du Grunewald Hotel à La Nouvelle-Orléans, ouvert en 1912, The Cave est considéré comme le premier nightclub américain.

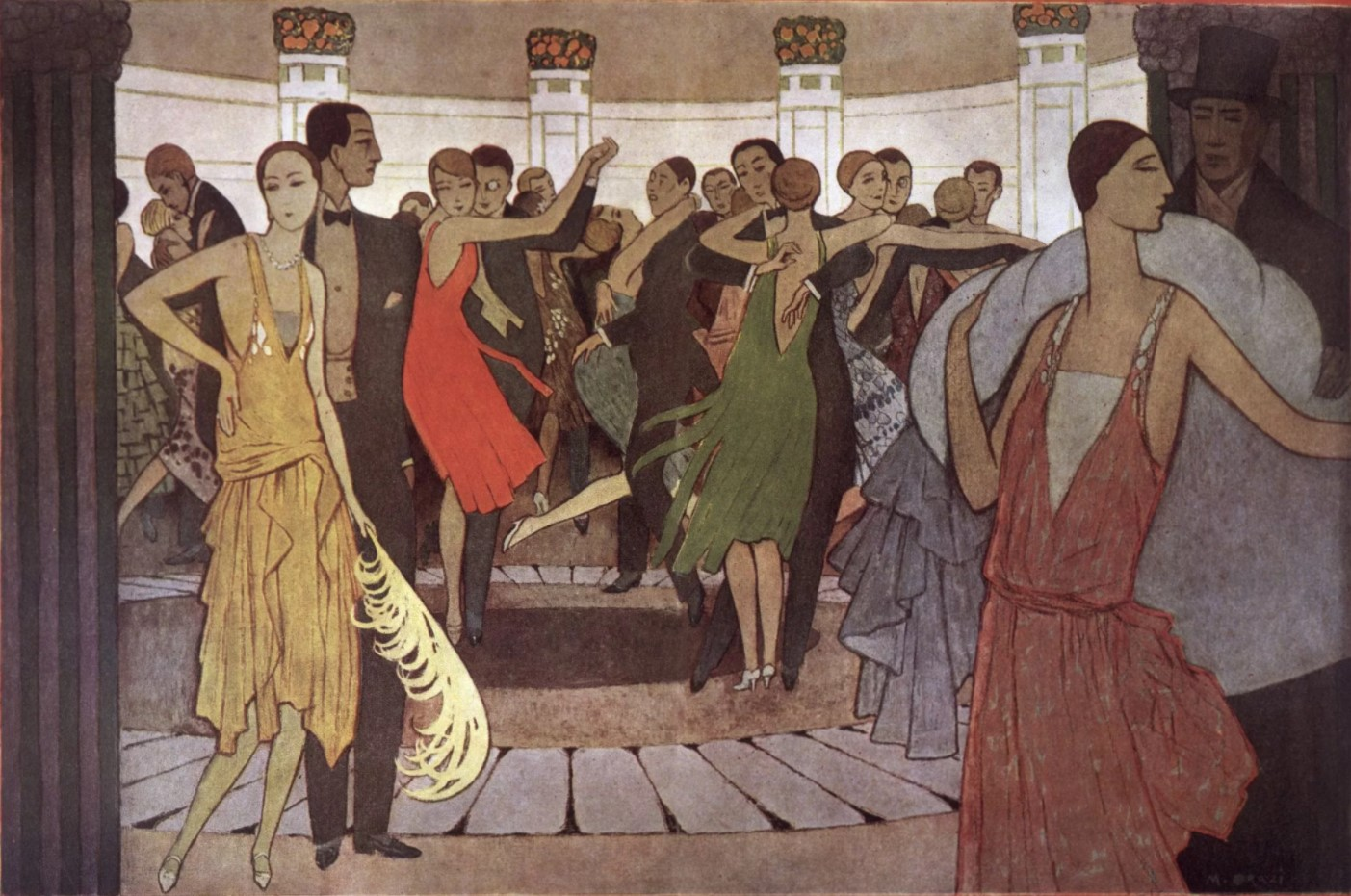
Paris la nuit, dans un dancing de Montmartre, gravure de Manuel Orazi, 1927.

Dans le Paris de l'entre-deux-guerres, la mode est d'abord aux dancings, irrigués par la musique américaine jazz Nouvelle-Orléans et charleston, et argentine, grâce à la vogue du tango. Des lieux ouvrent, appelés « boîtes de nuit », proposant restauration, concert et piste de danse, tels que Le Bœuf sur le toit, Le Grand Écart, d'autres évoluent comme Maxim's qui possède un premier étage dansant. Dans les années 1930, la mode revient aux bals-guinguettes, le plus célèbre reste le Balajo, situé rue de Lappe, mais on trouve aussi la Java, le dancing de La Coupole, plus corseté, ou encore Le Palace, ancien cinéma reconverti en music-hall à revues, déclinant des thèmes où la clientèle devait venir déguisé. Après guerre, les caveaux parisiens s'ouvrent au jazz dansant, celui de la Huchette est le plus ancien. Le terme « boîte de nuit » est utilisé dès les années 1930 par la presse parisienne.
Pour Peter Shapiro, auteur de Turn the Beat Around, les origines du clubbing contemporain remontent aux soirées clandestines organisées par la Swingjugend berlinoise et les Zazous parisiens dans les années 1941-1944 : « L’idée fondamentale de la discothèque, c’est un deejay jouant une suite spécifique de disques (et pas seulement ce qui est populaire) face à un public ciblé, ce qui était justement le cas chez ces jeunes gens, épris de jazz et de musique noire, habillés de façon capricieuse et exubérante, et qui se rassemblaient de façon clandestine pour écouter, autour d'un gramophone, les plus beaux vinyles swing qu’ils étaient parvenus à sauver de la barbarie nazie ».

### Arrivée du disc jockey
Dans les années 1950 et même quelques années après, la plupart des bars et des clubs privés utilisaient des juke-boxes ou faisaient chanter en direct des groupes. En Angleterre, dès 1946, des bals itinérants circulent à travers le pays et font danser les gens à partir de disques, de platines et de haut-parleurs.
En 1953, alors qu'elle travaillait au Whisky à Gogo à Paris, Régine décide de peindre les lumières de toutes les couleurs, de les animer à la main, et de remplacer le juke-box par un double tourne-disque pouvant diffuser la musique de façon ininterrompue, et surtout sous son contrôle. Régine a une prédilection pour le cha-cha-cha. Le premier club officiel de l’histoire méconnue de la discothèque est en effet le Whisky à Gogo de Paris, fondé par Paul Pacini en 1947, suivi par Chez Castel, qui parviennent alors à réunir une faune interlope, entre célébrités, créatures inverties, fêtards sans le sou et figures de la nuit.
De 1956 à 1962, Lucien Leibovitz, sans doute l’un des premiers disc jockey ou « disquaire », mot employé à cette époque, est résident au Whisky à Gogo situé à Cannes également ouvert par Pacini : « Lucien était ce que l’on nommait alors un « opérateur ». Le disc-jockey n’avait pas de statut. Il était habillé en blouse blanche avec un éclair sur la pochette marqué « opérateur » et son rôle était de passer des disques dans le club, qui était le premier night-club en France à utiliser le disque en remplacement d’un orchestre. Déjà, à cette époque, il disposait de deux platines [équipées d'un inverseur] et faisait des enchaînements entre les morceaux, si possible en gardant le même rythme ».

### Explosion de la culture jeune

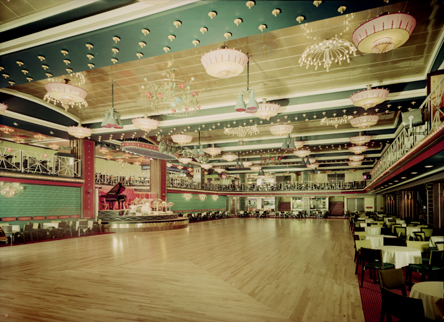
Mayfair Ballroom and Concert Hall ouvert en 1961 à Newcastle upon Tyne, Royaume-Uni.

La génération qui a 20 ans en 1960, vivant dans les centres urbains ou dans les périphéries, et qui a accès à la télévision et à la radio, va revendiquer son droit à des loisirs émancipateurs : le tournant s'observe lors des concerts, où, face à la scène sur laquelle joue des groupes de rock, le jeune public, au lieu de rester sagement assis, se lève, gesticule, crie, entre en transe. La télévision montre ces images, et les médias qualifie cette jeunesse de yéyés, puis deux nouvelles danses apparaissent, le twist et le jerk, premières formes de danse en solitaire, qui s'imposent au cours de la décennie suivante. En attendant, à New York, l'arrivée et le succès du twist accompagne l’émergence de la scène club qui, peu à peu, remplace les clubs jazz de la ville, comme principaux lieux de danse. Fin 1964, l'émission américaine American Bandstand qui programmait depuis 1957 des jeunes gens dansant sur de la musique rock en couple, s'ouvre à des compositions dansées en solo. En janvier 1965, la chaîne nationale américaine NBC lance Hullabaloo, une émission programmée l'après-midi, qui met en scène dans son générique des jeunes filles de toutes origines gesticulant et, pendant les lives, des filles postées sur des estrades, pratiquant le go-go dancing. La chaîne nationale française avec Âge tendre et tête de bois et la chaîne britannique BBC avec Top of the Pops, ouvrent également leurs antennes à des groupes de musiciens entourés de jeunes gens dansant.
À Paris, les salles de concert s'adaptent à ce besoin de liberté : en 1961, le Golf-Drouot, un ancien minigolf en salle, se reconvertit en salle de concert avec piste de danse centrale. Le 30 septembre 1965, James Arch ouvre le Bus Palladium à Paris, une discothèque rock ouverte à tous. 
En juin 1966, ouvre à Saint-Tropez, le Voom Voom club, grâce de nouveau à Pacini, qui fait appel pour une scénographie son et lumière novatrice à Nicolas Schöffer, prend en résidence des disc-jockeys, et accueille des groupes de rock, surtout britanniques. 
Ailleurs qu'en France, vers 1963, à Londres, Mark Birley (en), frère du mannequin féminin Maxime de la Falaise, ouvre une discothèque réservée uniquement à ses membres, le Annabel's (en) sur Berkeley Square. Le twist a par ailleurs été important en Europe car il a aidé le rock’n’roll à pénétrer le grand public, quelque temps après avoir été adopté par la jet set, notamment dans les clubs sélect et prétentieux de Paris ou de Rome. Une autre discothèque populaire ouvre à Munich en 1967, le Blow Up, ciblant une clientèle jeune désireuse de danser, lieu moins sélect qui fait bientôt fureur dans tout le pays. À Paris, la première véritable discothèque populaire ouvre en 1969, boulevard de Bonne-Nouvelle, c'est Le Memphis, anciennement le Miami dancing, c'est un espace ouvert à tous, qui n'a rien à voir avec un club privé ou une salle de concert, on y vient pour danser jusqu'à 5 heures du matin. Cependant, la première génération rock 'n' roll préférait les bars et tavernes à la fois rustiques et rudimentaires aux discothèques, et ces dernières n'atteignirent pas de popularité flagrante avant les années 1970 et l'émergence du disco.

### Fièvre des années 1970

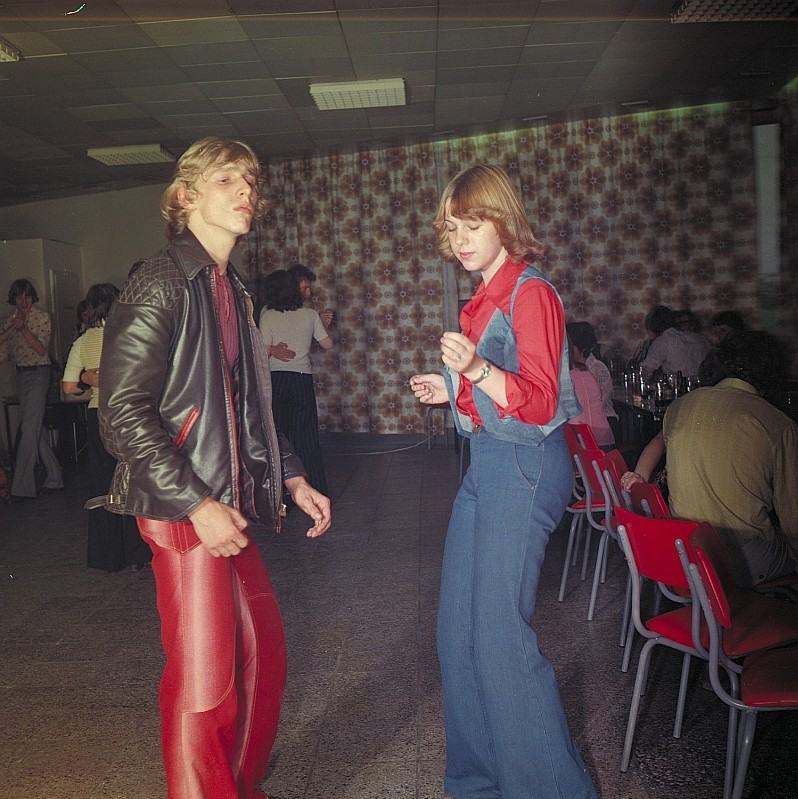
Jeunes gens dans une discothèque d'Allemagne de l'Est (1977), par Eugen Nosko (Deutsche Fotothek).

Pendant une courte période, au tout début des années 1970, par les échanges entre les communautés venues de Jamaïque et celles implantées à Chicago et New York, les principaux éléments modernes de la « culture dance » sont inventés : le DJing, le scratching, le remix, le dub, le maxi single. En janvier 1971, l'émission Soul Train devient nationale et connaît un succès au-delà des communautés afro-américaines. La disco émerge de ce terreau, c'est au départ une sous-culture, très liée aux communautés gay, hispaniques, afroaméricaines, italoaméricaine, etc., lesquelles vont se rencontrer sur le dancefloor, sans craindre d'être conspuées. De son côté, DJ Kool Herc organise le 11 août 1973 en tant que MC une jam session dans une salle de loisirs sur Sedgwick Avenue en plein Bronx : breaking, scratching, breakdancing, rap, c'est le début historique de la culture hip-hop. La disco est née à Manhattan à une époque où la ville est ruinée, presque à l'abandon, avec des DJ comme David Mancuso et ses soirées Love Saves the Day à The Loft, Nicky Siano (en) à The Gallery, Frankie Knuckles au Continental Baths (en). D'autres DJ comme Francis Grasso invente le calage tempo, Michael Cappello et Steve D'Acquisto exécutent des mixes de plusieurs dizaines de minutes. En 1974, Mancuso, Grasso, Knuckles, et une trentaine de DJ de la Côte est décident de constituer un music pool (en) : il s'agit d'un accord avec les studios et éditeurs de musique, qui leur envoient des morceaux en priorité. En retour, ces DJ s'engagent à faire graver leurs mixes, tandis que les stations radios prennent le relais. Venu du Bronx, Knuckles mixe également au Loft, où il ramène son ami Larry Levan. La disco se démocratise intensément, et touche bientôt toutes les communautés. La Fièvre du samedi soir (1977), et son double-album du même nom (Saturday Night Fever) symbolise un phénomène devenu planétaire et en même temps le début de son déclin. 
En Europe, les boîtes de nuit se multiplient. En 1973, à Ibiza, largement colonisé par les communautés hippies marquées par le psychédélisme, une ferme est transformée en superclub par un entrepreneur espagnol, Ricardo Urgell : le Pacha Club devient le premier d'une longue série. Le Chalet du lac de Saint-Mandé devient la plus grosse discothèque de France en 1975, décorée par Philippe Starck. 1976-1977 représente un tournant pour les superclubs et ce qui préfigure la house music et la garage house : ouverture du Paradise Garage et du Studio 54 à New York, du Warehouse à Chicago (où officient Knuckles et Ron Hardy), du Palace à Paris, de la Main bleue à Montreuil animée au départ par les communautés afro-antillaises. La dance, élaborée par les DJ, devient un véritable business. Le rythme s'accélère sous l'impulsion de machines de plus en plus performantes. Les morceaux se nourrissent alors de multiples influences grâce au sampling : soul, funk, rythmes latino, rock, musique électronique...

### Années 1980–1990
C’est l’époque pendant laquelle le disco s'en retourne vers l’underground. Le disco fusionnr notamment avec le punk rock, autre grand paria de la même époque, grâce à des groupes comme New Order, Talking Heads ou Gang of Four. Et puis, comme la mode du disco est définitivement révolue, le genre mute sous différentes formes, comme la house ou la techno, sans être enfermé dans des règles de genre trop restrictives. L'ouverture du club The Haçienda à Manchester en 1982 symbolise cette première tentative de fusion, en même temps qu'elle est une réponse de l'Europe à New York et aux superclubs américains.
Dans les années 1990, le clubbing ne connaît plus de frontières et devient la proie d'entreprises multinationales : Ministry of Sound (Londres) ouvre différents lieux, d'abord à Sydney puis Berlin, déclinant sa formule. À Paris, ouvre Le Queen sur les Champs-Élysées ; à Tokyo, ouvre le Juliana's (en) ; à Liverpool, le Cream ; ou encore à Ibiza, le Pacha 2. Le Bunker de Berlin devient l'un des temples de la techno hardcore.
En France, la première free party teknival se tient à Beauvais en 1993.

### Évolutions depuis les années 2000

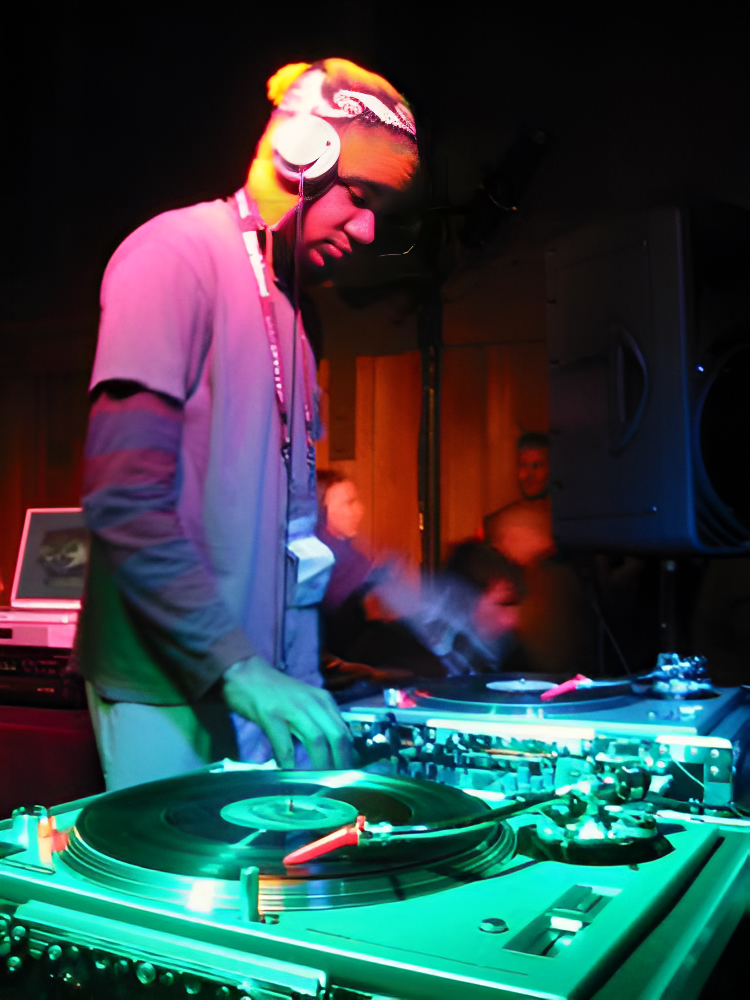
DJ Spooky, au Festival du film de Sundance, en 2003.

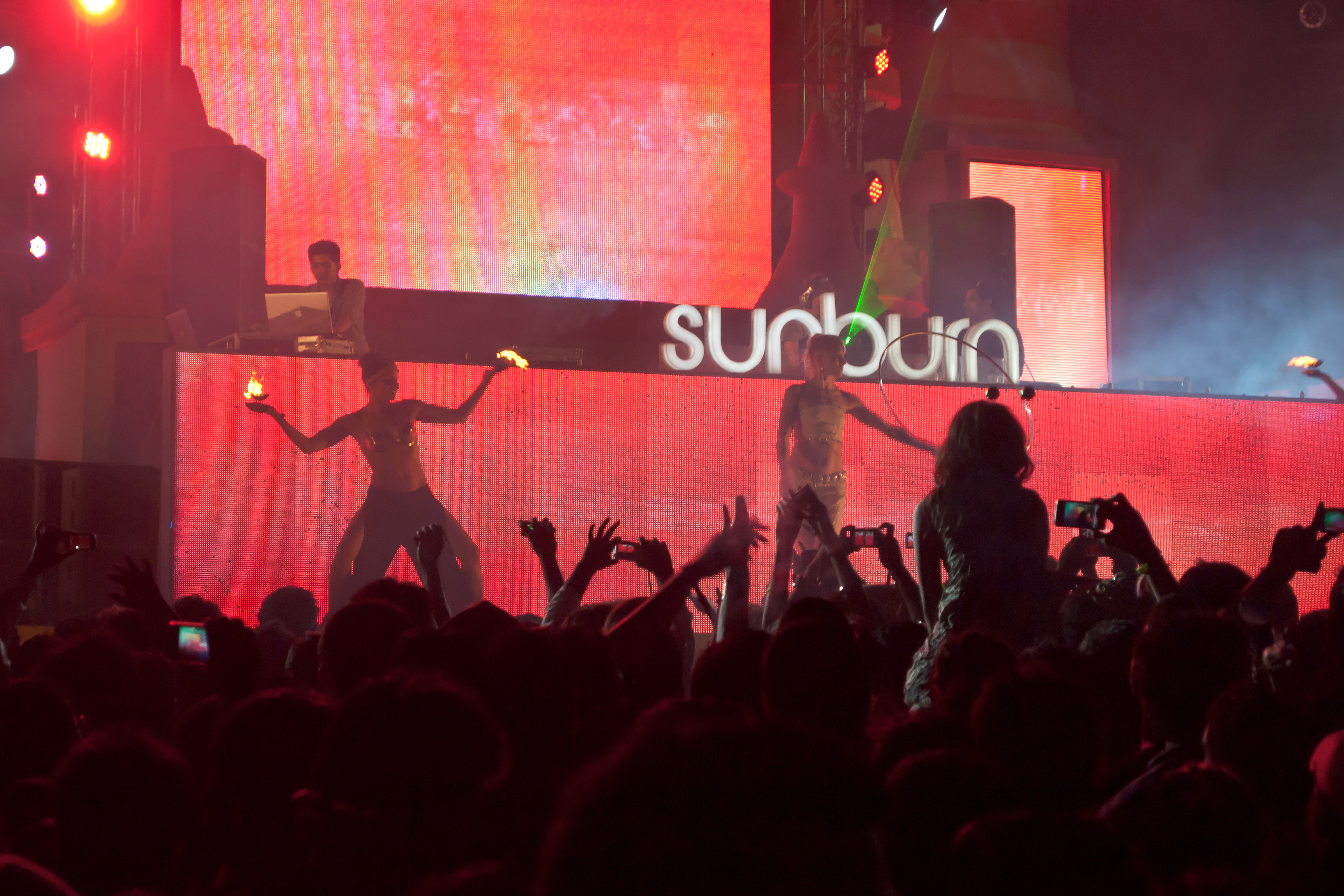
Danseurs au club à Goa, en Inde, en 2010.

Dans les années 1980, la France compte officiellement 4 000 à 6 000 discothèques, puis environ 2 500 vingt ans plus tard, période durant laquelle se produit toujours une forte chute. Depuis 2004, il est estimé approximativement un nombre de 30 à 50 fermetures annuelles par Ludovic Rambaud, un temps rédacteur en chef de DJ Mag. Rien qu'entre 2008 et 2010, 800 discothèques françaises disparaissent. À la fin des années 2010, la France compte officiellement 1 500 discothèques ou boite de nuit. En parallèle, quelques lieux hybrides sont apparus, mélangeant bar ou restaurant avec une ambiance musicale marquée. Plusieurs paramètres sont accusés de ces fermetures tels l'apparition d'internet avec sa simple diffusion de musique, la baisse du pouvoir d'achat, l'interdiction de fumer ou simplement un changement dans les comportements des jeunes.
Suivant les types de musiques jouées, la clientèle est très différente. La clientèle techno ou house peut par exemple se rendre en discothèque que pour y écouter un genre musical précis ou un artiste précis ou DJ particulier. Ces derniers se produisant rarement dans d'autres lieux (tels que salles de concert), la discothèque devient donc dans ce cas là l'équivalent d'une salle de concert où l'on va autant pour danser que pour écouter des morceaux de musique spécifiques et qui ne se diffusent pas dans les circuits traditionnels et populaires.
À partir de 2020, la pandémie de Covid-19 entraine la fermeture temporaire des discothèques dans la plupart des pays du monde.

## Caractéristiques

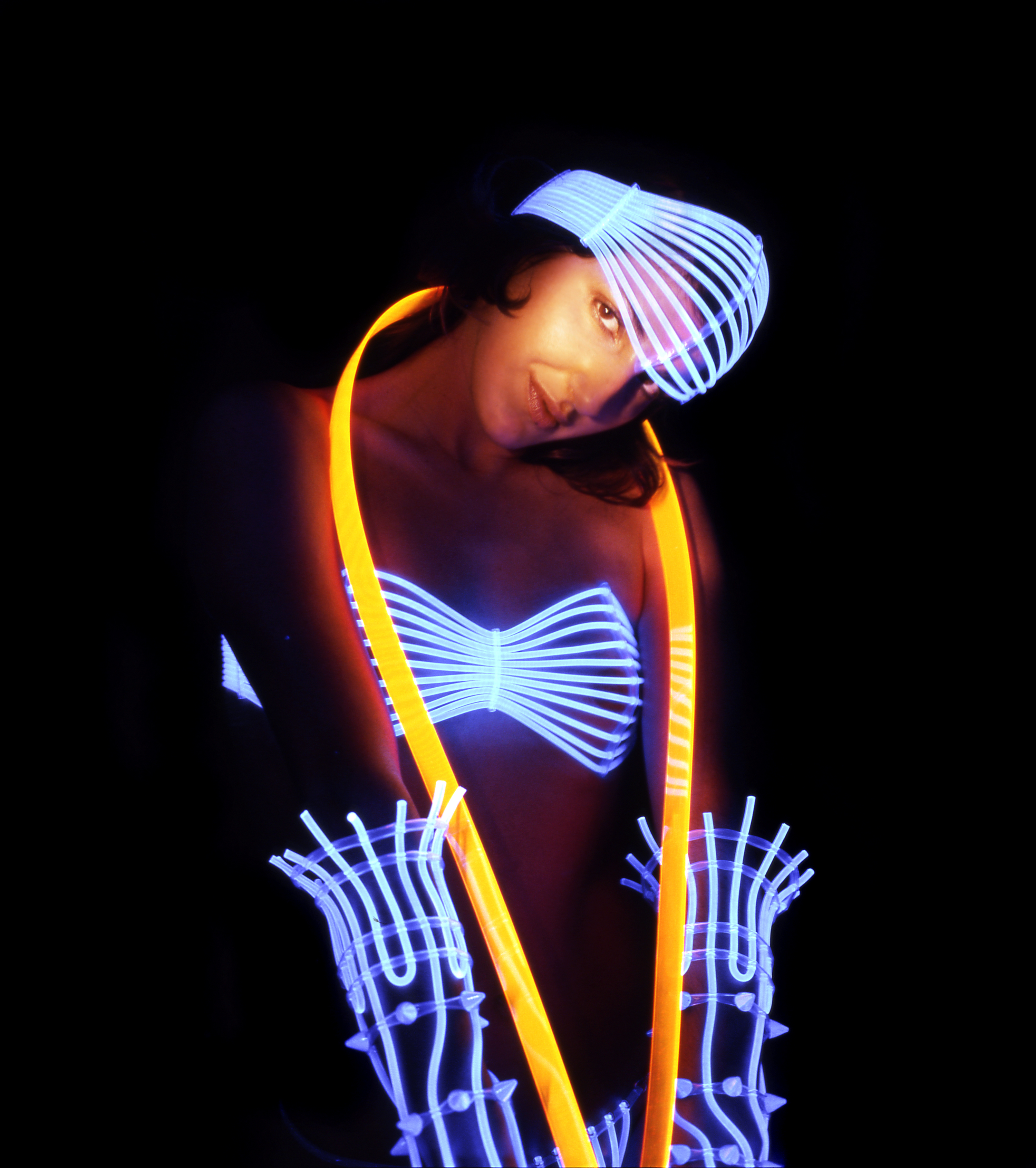
Performance artistique en discothèque avec des costumes de l'artiste Beo Beyond (années 2010).

Une discothèque est un lieu où l'on peut danser, écouter de la musique, rencontrer des gens, consommer des boissons (souvent alcoolisées) et parfois des snacks. L'état d'ivresse, l'agressivité manifeste et la consommation de substances psychotropes y sont en principe interdits. Un service de sécurité assure l'intendance (voir ci-dessous). On y trouve des vestiaires et des sanitaires, parfois surveillés par un personnel qui peut être rémunéré par le client en échange de services. La discothèque peut disposer de salons privés, d'un carré VIP réservé à des invités ou clients privilégiés. Depuis que l'interdiction de fumer du  tabac par combustion s'est généralisée, on y trouve un fumoir. En termes d'animations, interviennent parfois des danseurs et danseuses professionnels ou d'autres formes d'expressions artistiques. Par exemple, des soirées sexy show ou chippendales sont parfois organisées dans certaines discothèques, dont l'origine est la pratique du go-go dancing. Des élections de miss ou boy, des soirées à thème (mousse, déguisée, etc.), des DJ prestigieux ou des groupes de musiciens peuvent y être invités pour des performances ou sessions en direct. Certains établissements prévoient un code vestimentaire, d'autre non. Une certaine clientèle adopte un code vestimentaire assez radical appelé le clubwear. L'accès au lieu se fait alors à la discrétion du physionomiste.

## Fonctions officielles et officieuses
Une discothèque, tout comme le dancing et le bal d'autrefois, outre sa fonction première qui reste distractive (danser et boire en musique), constitue un lieu de socialisation, de rencontre entre les personnes, au-delà des genres, origines et milieux sociaux. Elle reste encore un lieu de séduction et de rencontres, mais cette particularité se perd au fil des années[réf. nécessaire] [Où ?]. 
Par exemple, les slows ou « quart d'heure américain » ont aujourd'hui totalement disparu de la plupart des discothèques. En 1969, Je t'aime… moi non plus, chanté par Jane Birkin et le compositeur Serge Gainsbourg, s'était classé au sommet des hit-parades occidentaux,.
Depuis le début des années 2000, l'essor d'internet et des sites de rencontres en ligne, ainsi que la généralisation du téléphone portable, contribuent sans doute à reléguer cette fonction de socialisation amoureuse au second plan.

## Sécurité
En France, une discothèque est classée comme établissement recevant du public, répondant au type P. Elles sont de fait, d'un point de vue juridique, soumises aux lois relatives à la sécurité du 7 juillet 1983. Les discothèques sont alors contrôlées pour leur niveau de sécurité tous les deux ou trois ans, en fonction de leur capacité d'accueil.

### Rôle du videur
La discothèque est un lieu propice aux échauffourées : les boissons, les possibles rivalités amoureuses ou entre bandes, les trafics possibles, la foule, l'atmosphère festive favorisent la survenance de bousculades voire de violences. Un membre important du personnel de discothèque est le videur (également assimilé aux fonctions de portier ou physionomiste) dont la fonction est d'assurer la tranquillité et la bonne réputation de l'établissement. Sa fonction consiste à empêcher d'entrer (par exemple si le nombre maximal de personnes autorisées à l'intérieur est atteint) ou à obliger à sortir les individus indésirables, soit par leur comportement, soit par leur réputation ou leur apparence (les discothèques pouvant imposer une certaine tenue : on parle de « tenue correcte exigée »). Quand la persuasion ne suffit pas, le videur doit employer des moyens plus radicaux faisant appel à ses capacités physiques et de combativité, tout en privilégiant la discrétion. Le personnel de sécurité est aussi formé en principe à venir en aide aux clients victimes de malaise. Un défibrillateur doit être présent à l'intérieur des locaux, ainsi que des extincteurs, accessibles et en état de fonctionnement.

### Incidents et drames
L'histoire des lieux dansants, très ancienne, est jalonnée de drames, en particulier d'incendies.
L'une des premières catastrophes moderne lié au concept de discothèque, reste en France, l'incendie du dancing « le 5-7 » à Saint-Laurent-du-Pont, en Isère, survenu la nuit de la Toussaint 1970, qui fait 146 morts, des jeunes âgés de 16 à 25 ans. L'établissement avait été mis en service peu de temps auparavant et ne répondait pas aux normes de sécurité. Il flamba en quelques minutes, et les jeunes victimes restèrent pour la plupart coincées derrière les tourniquets d'entrée qui empêchaient la resquille, ainsi que derrière les portes de secours qui avaient été verrouillées. Ce drame provoque une énorme émotion en France et à l'étranger. Des centaines de discothèques sont fermées et de nouvelles règles très strictes sont imposées en matière de sécurité aux établissements recevant du public. Un mémorial se dresse aujourd'hui à l'endroit du drame. Derrière la stèle où sont inscrits les noms des victimes, les restes des deux tourniquets autrefois situés à l'entrée avant le drame sont exposés à la demande des familles touchées par cette catastrophe.

### Pandémie de Covid-19
En France et dans d'autres pays, au cours de la pandémie de Covid-19 en 2020 et 2021, les discothèques sont considérés comme des lieux propices à la contamination et pour cette raison, ce sont les établissements qui sont fermés pendant la plus longue période, devant les restaurants et les bars.

### Piqûre sauvage
Identifié en 2021, le phénomène des piqûres sauvages (également appelé agression à la piqûre, agression à la seringue ou encore piqûres en boîtes de nuit) est initialement signalé au Royaume-Uni et en Irlande où des personnes, généralement des jeunes femmes, ont été victimes d'une injection subreptice de produits non identifiés, supposément des sédatifs, généralement dans un environnement bondé tel que la piste de danse d'une boîte de nuit,. Certaines victimes ont présenté des symptômes tels qu'une sédation et une amnésie typiques des drogues du viol. Aucun résultat toxicologique vérifié n'a été publié montrant la présence d'agents incapacitants connus chez les victimes présumées. La prévalence de cas réels est inconnue et a été controversée, certains experts exprimant des doutes quant à la facilité avec laquelle de telles injections pourraient être effectuées sans que cela soit immédiatement évident pour la victime,.

## Géographie
Il existe de nombreux discothèques disparues ou encore actives dans divers pays comme l'Allemagne, la Belgique, le Canada, l'Espagne, les États-Unis, Israël, l'Italie, les Pays-Bas et le Royaume-Uni.
En 2020, la France et à Paris compte entre 1 500 discothèques ou boîtes de nuit, contre 4 000 quarante ans plus tôt.

### Vidéographie
- John Badham, La Fièvre du samedi soir, film, 1977.
- Jennie Livingston, Paris Is Burning, documentaire, 1991, 78 min.
- Danny Boyle, Trainspotting, film, 1997.
- Mark Christopher, Studio 54, film, 1998.
- Whit Stillman, Les Derniers Jours du disco, film, 1998.
- John Fortenberry, Une nuit au Roxbury, film, 1998.
- Sean Bidder, Pump Up the Volume: The History of House Music, documentaire, Channel 4, 2001, 145 min.
- Michael Winterbottom, 24 Hour Party People, film d'après la vie de Tony Wilson, 2002.
- Maja Classen, Feiern (en), documentaire, 2006, 81 min.
- Jacques Braunstein, Night Clubbing. 50 ans de nuits parisiennes, documentaire, Paris-Première, 2010, 52 min.
- Billy Corben, Limelight, documentaire sur Peter Gatien (en), 2011, 103 min.
- Mia Hansen-Løve, Eden, film, 2014.